# Gnophos unilineata
Gnophos unilineata är en fjärilsart som beskrevs av Nitsche. Gnophos unilineata ingår i släktet Gnophos och familjen mätare. Inga underarter finns listade i Catalogue of Life.